# Slujitorul poporului (partid politic)
Slujitorul poporului (în ucraineană Слуга народу) este un partid politic ucrainean, numit anterior Partidul Schimbării Decisive. Înregistrarea oficială a avut loc la 2 decembrie 2017. Organizația este numită cu același nume cu seriile de comedie 2015-2019 și filmul Slujitorul poporului din 2016.

## Descriere
Potrivit Ministerului Justiției din Ucraina, partidul „Slujitorul poporului” a fost înregistrat la 13 aprilie 2016 sub numele de „Partidul Schimbării Decisive”. Apoi șeful a fost Evghenii Iurdiga.
Începând cu data de 27 noiembrie 2018, șeful organizației a fost Ivan Bakanov, care a fost și șeful studioului comic ucrainean „Kvartal 95” din 2013.
Potrivit raportului partidului pentru al doilea trimestru din 2018, acesta a folosit un birou cu o suprafață de 4 m² din Kiev, care avea un sponsor pentru utilizare, nu avea fonduri și nu efectua nicio plată.
În decembrie 2017, partidul a înregistrat 4% într-un sondaj al Centrului Razumkov. Într-un sondaj, efectuat în aprilie 2018, la alegerile parlamentare din Ucraina în 2019, 9% dintre respondenți au declarat că vor vota pentru partid. În iunie 2018, în sondajul "Rating", 10,5% din alegători erau gata să voteze pentru partid. La începutul lunii februarie 2019, rating-ul Partidului Slujitorul Poporului, într-un sondaj al Institutului Internațional de Sociologie de la Kiev, a crescut la 24,6% și pentru prima dată a depășit toate celelalte părți.
Se presupunea că o parte din echipa formată (pe site-ul ze2019.com/team) de candidatul la funcția de președinte al Ucrainei, Volodîmîr Zelenski, va putea să se alăture partidului.
La 21 ianuarie 2019, partidul Slujitorul Poporului l-a numit pe Volodîmîr Zelenski drept candidat la funcția de președinte al Ucrainei.

## Performanță electorală

### Rada Supremă
| Alegeri | Liderul partidului | Performanță | Performanță | Performanță | Performanță | Performanță | Poziție | Guvern     |
| Alegeri | Liderul partidului | Voturi      | %           | ± pp        | Locuri      | +/–         | Poziție | Guvern     |
| ------- | ------------------ | ----------- | ----------- | ----------- | ----------- | ----------- | ------- | ---------- |
| 2019    | Dmytro Razumkov    | 6,307,793   | 43,16%      | Nou         | 254 / 450   | Nou         | ▲ 1     | Majoritate |

Rezultatele alegerilor din 2019

### Alegeri prezidențiale
| Alegeri | Candidat           | Primul tur | Primul tur | Al doilea tur | Al doilea tur | Rezultat             |
| Alegeri | Candidat           | Voturi     | %          | Voturi        | %             | Rezultat             |
| ------- | ------------------ | ---------- | ---------- | ------------- | ------------- | -------------------- |
| 2019    | Volodîmîr Zelenski | 5,714,034  | 30,24%     | 13,541,528    | 73,22%        | A câștigat alegerile |